# Ilhas Leti
As ilhas Leti são um arquipélago no sudeste das Ilhas Molucas, na Indonésia. São constituídas por:
- Leti (propriamente dita)
- Moa
- Lakor.

O arquipélago tem 750 km² de área e cerca de 60 000 habitantes. A maior localidade é Pati, na ilha Moa.